# 報知グランプリカップ
報知グランプリカップ（ほうちグランプリカップ）は、千葉県競馬組合が船橋競馬場ダート1800mで施行する地方競馬（南関東公営競馬）の重賞競走である。格付けはSIII。競走名は優勝杯を提供する報知新聞社から冠名が取られている。
副賞は報知新聞社賞、全国公営競馬主催者協議会会長賞、船橋競馬生産牧場賞、開催執務委員長賞（2025年）。

## 概要
報知新聞社の協力により1964年創設。創設時から1976年まではサラブレッド系競走であったが、1977年から1998年（第34回）まではサラブレッド系・アングロアラブ系混合5歳（現4歳）以上のオールカマー競走として施行された。南関東のアラブ系番組廃止に伴い1999年にサラブレッド系競走に戻された。南関東SIIIに格付けされている。
2015年から2023年まで、本競走のトライアル競走は、「チバテレ盃」（オープン、準重賞、別定、船橋ダート1700m）となっていた。2014年以前は、1月に施行されていた船橋競馬場のダート1700メートルの別定重量のオープン特別競走「千葉テレビ放送盃」で、1着馬に本競走への優先出走権が与えられていた。

### 条件・賞金等（2025年）
出走資格
サラブレッド系4歳以上、南関東所属。
- ハートビートカップの優勝馬に優先出走権がある。

負担重量
別定。A1級格付け馬は56kg、A2級格付け馬は54kg、B1級以下格付け馬は53kg、牝馬2kg減（南半球産4歳1kg減）を基本に、更に前年1月23日以降のダートグレード競走・JRA重賞勝ち馬は2kg、南関東重賞勝ち馬は1kgの負担増となる（2歳、3歳限定戦は対象外）（クラス分けに関しては日本の競馬の競走体系を参照）。
賞金額
1着1,200万円、2着420万円、3着240万円、4着120万円、5着60万円。
優先出走権付与
上位2着までに入った馬にダイオライト記念と京成盃グランドマイラーズの、優勝馬にかしわ記念の優先出走権が付与される。

## 歴代優勝馬（1999年以降）
すべて船橋競馬場ダートコースで施行。
| 回数   | 施行日        | 距離  | 優勝馬             | 性齢 | 所属 | タイム | 優勝騎手   | 管理調教師 | 馬主                       |
| ------ | ------------- | ----- | ------------------ | ---- | ---- | ------ | ---------- | ---------- | -------------------------- |
| 第35回 | 1999年1月27日 | 1800m | アローセプテンバー | 牡5  | 船橋 | 1:49.0 | 左海誠二   | 北川亮     | 柳谷泰蔵                   |
| 第36回 | 2000年2月16日 | 1800m | マキバスナイパー   | 牡6  | 船橋 | 1:54.7 | 左海誠二   | 北川亮     | 新田知也                   |
| 第37回 | 2001年2月7日  | 1800m | ハセノガルチ       | 牡7  | 船橋 | 1:50.5 | 五十嵐冬樹 | 出川克己   | 長谷川文夫                 |
| 第38回 | 2002年1月2日  | 1800m | リガメエントキセキ | 牡5  | 船橋 | 1:54.3 | 佐藤隆     | 川島正行   | （株）リガメェントワールド |
| 第39回 | 2003年2月11日 | 1800m | ヒミツヘイキ       | 牡4  | 船橋 | 1:49.7 | 左海誠二   | 岡林光浩   | 田中春美                   |
| 第40回 | 2004年2月11日 | 1800m | イシノファミリー   | 牡4  | 川崎 | 1:53.7 | 山田信大   | 足立勝久   | 黛大介                     |
| 第41回 | 2005年2月23日 | 1800m | ジーナフォンテン   | 牝7  | 船橋 | 1:52.4 | 張田京     | 岡林光浩   | 吉橋計                     |
| 第42回 | 2006年2月15日 | 1800m | ナイキアディライト | 牡6  | 船橋 | 1:53.8 | 石崎隆之   | 出川龍一   | 小野スミ                   |
| 第43回 | 2007年2月7日  | 1800m | プライドキム       | 牡5  | 船橋 | 1:51.3 | 内田博幸   | 川島正行   | 深見富朗                   |
| 第44回 | 2008年2月6日  | 1800m | ブルーローレンス   | 牡7  | 川崎 | 1:51.3 | 的場文男   | 足立勝久   | 黛大介                     |
| 第45回 | 2009年2月4日  | 1800m | モエレラッキー     | 牡4  | 大井 | 1:52.5 | 張田京     | 久保與造   | 望月朋子                   |
| 第46回 | 2010年2月17日 | 1800m | マンオブパーサー   | 牡7  | 船橋 | 1:51.1 | 菅原勲     | 川島正行   | 吉田照哉                   |
| 第47回 | 2011年2月23日 | 1800m | キングバンブー     | 牡5  | 船橋 | 1:53.2 | 御神本訓史 | 矢野義幸   | 三宅靖夫                   |
| 第48回 | 2012年2月8日  | 1800m | ケイアイライジン   | 牡6  | 船橋 | 1:51.6 | 川島正太郎 | 川島正行   | 亀田和弘                   |
| 第49回 | 2013年2月6日  | 1800m | スターシップ       | 牡9  | 船橋 | 1:54.4 | 石崎駿     | 出川克己   | （有）社台レースホース     |
| 第50回 | 2014年2月12日 | 1800m | オメガインベガス   | 牝4  | 船橋 | 1:53.8 | 戸崎圭太   | 出川克己   | 原禮子                     |
| 第51回 | 2015年2月11日 | 1800m | バトードール       | 牡8  | 船橋 | 1:53.7 | 今野忠成   | 川島正一   | （有）キャロットファーム   |
| 第52回 | 2016年2月17日 | 1800m | タイムズアロー     | 牡8  | 船橋 | 1:54.8 | 真島大輔   | 川島正一   | （有）社台レースホース     |
| 第53回 | 2017年2月8日  | 1800m | エンパイアペガサス | 牡4  | 浦和 | 1:55.8 | 村上忍     | 平山真希   | 佐藤信廣                   |
| 第54回 | 2018年2月7日  | 1800m | リッカルド         | 騸7  | 船橋 | 1:53.1 | 矢野貴之   | 佐藤裕太   | （株）レックス             |
| 第55回 | 2019年2月20日 | 1800m | タービランス       | 牡6  | 浦和 | 1:53.2 | 森泰斗     | 水野貴史   | 泉俊二                     |
| 第56回 | 2020年2月12日 | 1800m | サルサディオーネ   | 牝6  | 大井 | 1:53.8 | 岩田康誠   | 堀千亜樹   | 菅原広隆                   |
| 第57回 | 2021年2月11日 | 1800m | ゴールドホイヤー   | 牡4  | 川崎 | 1:53.1 | 山崎誠士   | 岩本洋     | 岡田初江                   |
| 第58回 | 2022年2月16日 | 1800m | ギガキング         | 牡4  | 船橋 | 1:52.1 | 和田譲治   | 稲益貴弘   | 尾崎智大                   |
| 第59回 | 2023年2月8日  | 1800m | ギガキング         | 牡5  | 船橋 | 1:56.7 | 和田譲治   | 稲益貴弘   | （株）Heroレーシング       |
| 第60回 | 2024年1月18日 | 1800m | エルデュクラージュ | 騸10 | 船橋 | 1:53.4 | 矢野貴之   | 川島正一   | （有）キャロットファーム   |
| 第61回 | 2025年1月23日 | 1800m | キングストンボーイ | 騸7  | 大井 | 1:52.9 | 御神本訓史 | 渡邉和雄   | 吉田和美                   |

### 各回競走結果の出典
- 報知グランプリカップ競走優勝馬 - 南関東4競馬場公式サイト